# 謝
謝（しゃ）は、漢姓の一つ。

## 中国
2020年の中華人民共和国の第7回全国人口調査（国勢調査）に基づく姓氏統計によると中国で23番目に多い姓であり、1065.41万人がいる。一方、台湾の2018年の統計では第13位で、414,923人がいる。

### 著名な人物
- 謝安 - 東晋の政治家。淝水の戦いで苻堅を破った。
- 謝玄 - 東晋の将軍。謝安の甥。淝水の戦いで最前線に立ち、苻堅を破った。
- 謝霊運 - 東晋・南朝宋の詩人・文学者。謝玄の孫。
- 謝裕 - 東晋末の官僚
- 謝恵連 - 南朝宋の詩人・文学者。謝玄の孫。
- 謝朓 - 南朝斉の詩人。
- 謝赫 - 中国南北朝時代の斉から梁 の間に活躍した画家・評論家
- 謝覚哉 - 中国の政治家、教育家
- 謝冰心 - 小説家・詩人。
- 謝晋 - 映画監督。
- 謝国民（タニン・チャラワノン） - CPグループ（本社・タイ）の会長兼CEO
- 謝飛 - 映画監督。
- 謝長廷 - 中華民国の政治家（民主進歩党）
- マイケル・ツェー - 香港出身の俳優・ダンサー。本名は謝興華。
- ニコラス・ツェー - 香港を中心とした中華圏芸能界で活躍する俳優、歌手
- 謝杏芳 - バドミントン選手。
- 謝坤達 -台湾のヒップホップグループEnergyのメンバー
- 謝和弦 - 台湾などの中国語圏芸能界で活動する台湾出身の男性歌手、俳優
- 謝春花 - シンガーソングライター

## 朝鮮
謝（サ）は、朝鮮人の姓の一つである。

### 氏族
中国からの帰化姓と思われるが、来歴は明らかではない。
| 氏族（本貫） | 始祖 | 人数（2015年） |
| ------------ | ---- | -------------- |
| 江南謝氏     |      | 20             |
| 韓山謝氏     |      | 10             |
| 漢陽謝氏     |      | 7              |

### 人口と割合
1930年度国勢調査の時初めて登場した。
| 年度   | 人口 | 世帯数 | 順位         | 割合 |
| ------ | ---- | ------ | ------------ | ---- |
| 1930年 |      | 3世帯  |              |      |
| 1960年 | 19人 |        | 258姓中234位 |      |
| 1975年 |      |        | 249姓中230位 |      |
| 1985年 | 30人 |        | 274姓中250位 |      |
| 2000年 |      |        |              |      |
| 2015年 | 61人 |        |              |      |